# Церковь Святой Троицы (Осло)
Церковь Святой Троицы (Норвежский, Trefoldighetskirken) — действующая церковь в центре Осло, Норвегия, основанная в 1858 епископом по имени Йенс Лауриц Эйрап Jens Lauritz Arup. Церковь Святой Троицы — одно из самых больших зданий в Осло (1000 мест).

## Витражи

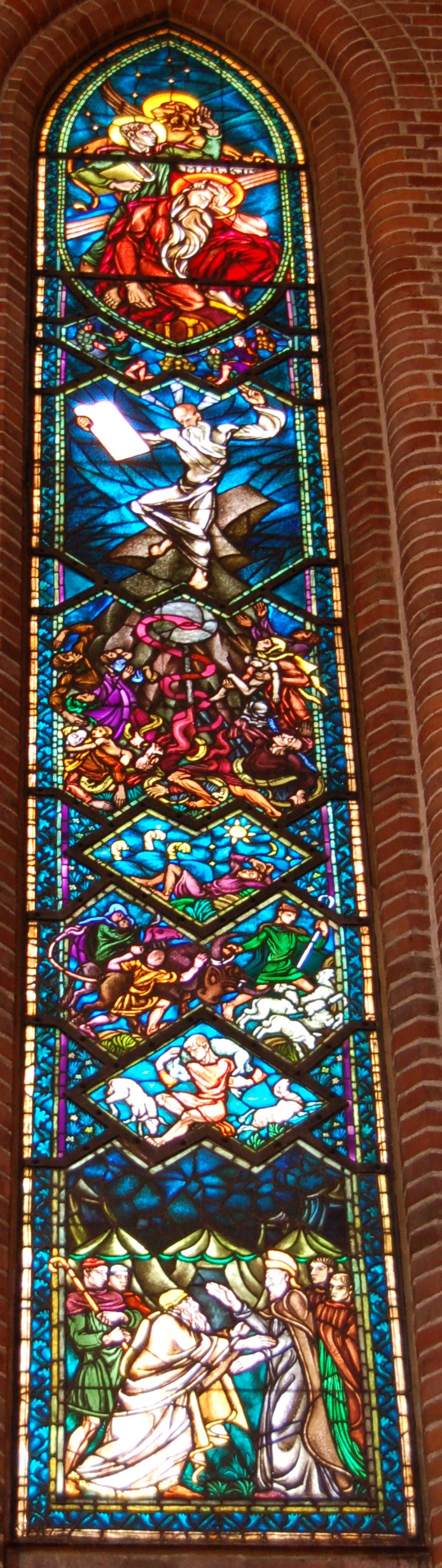
"История Израиля"
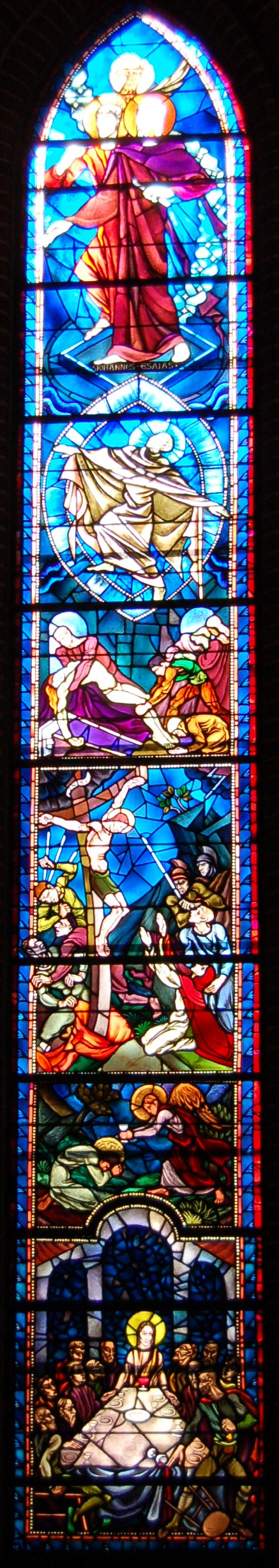
"Страсти Христовы"
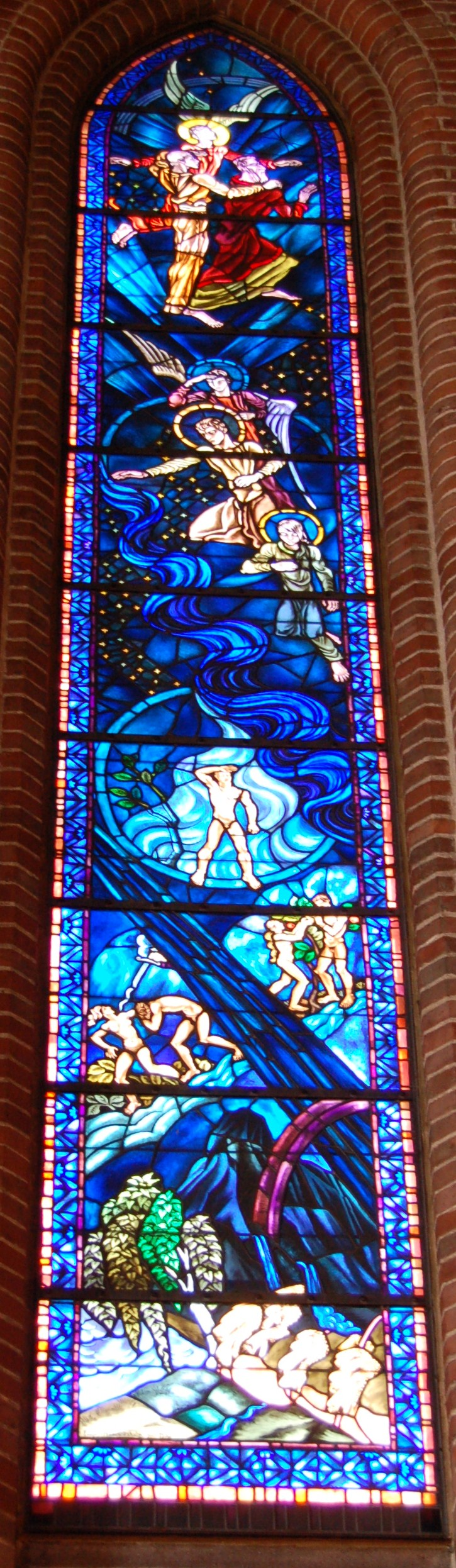
"Создание"
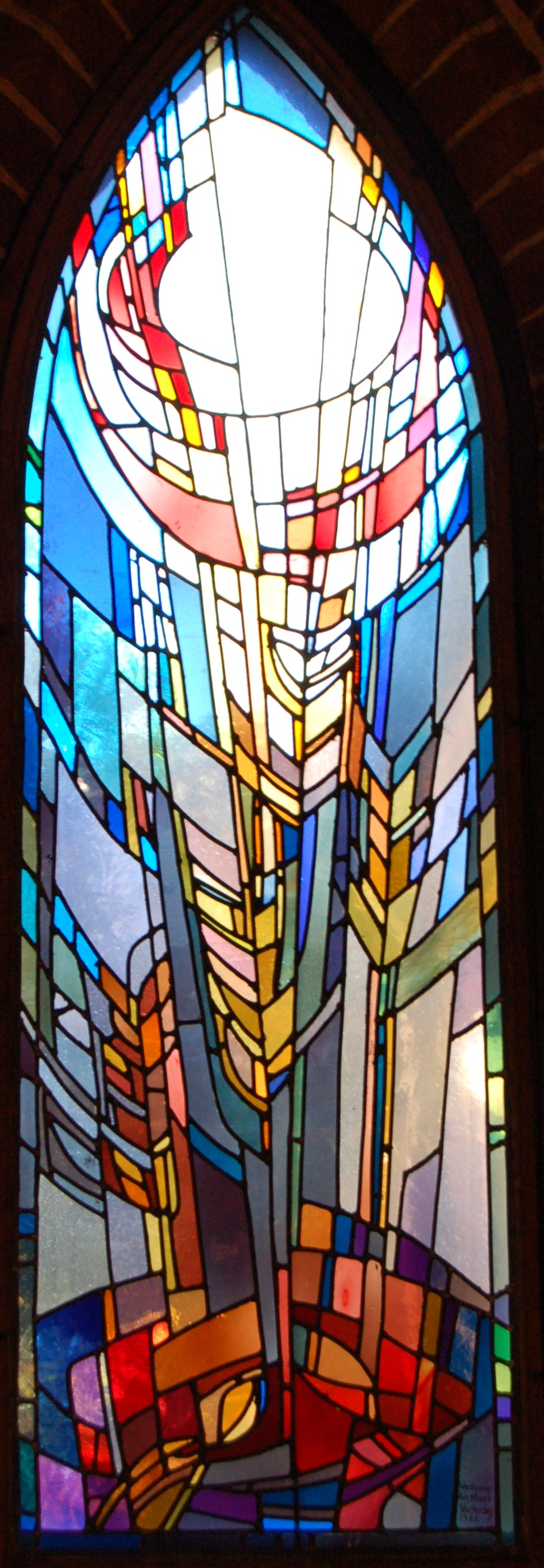
"Колосья пшеницы"
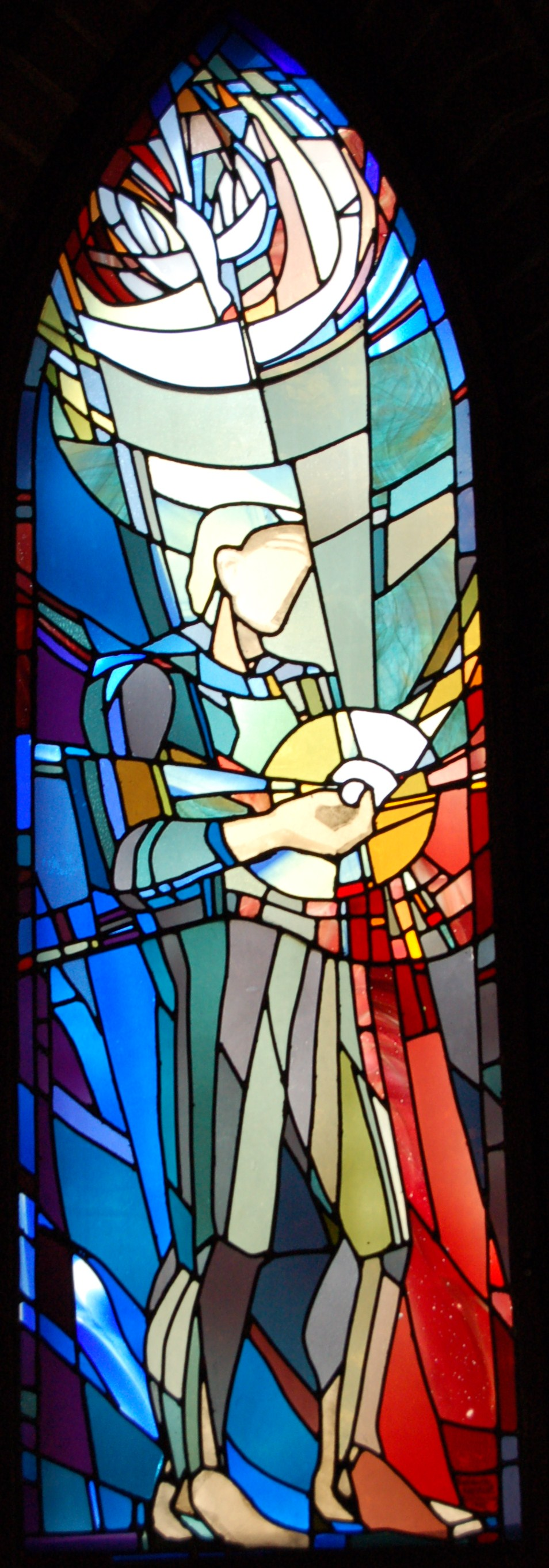
"Жемчуг"
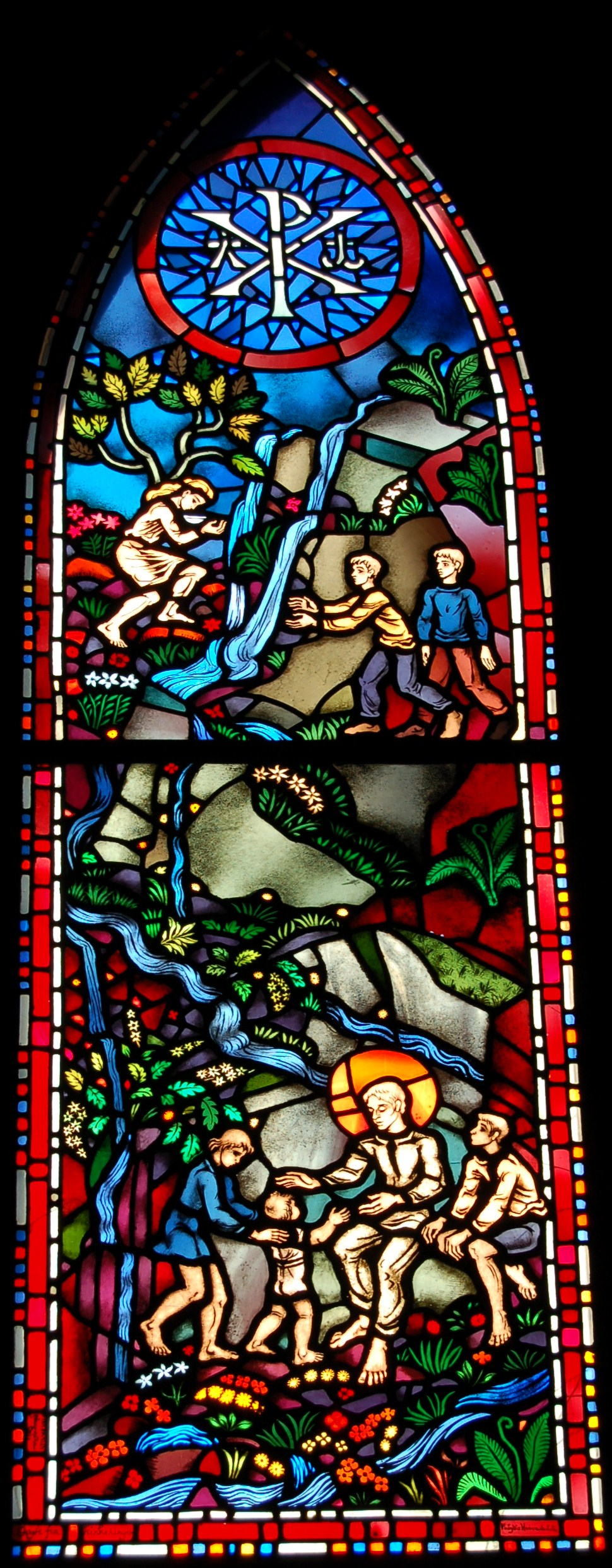
"Источник жизни"
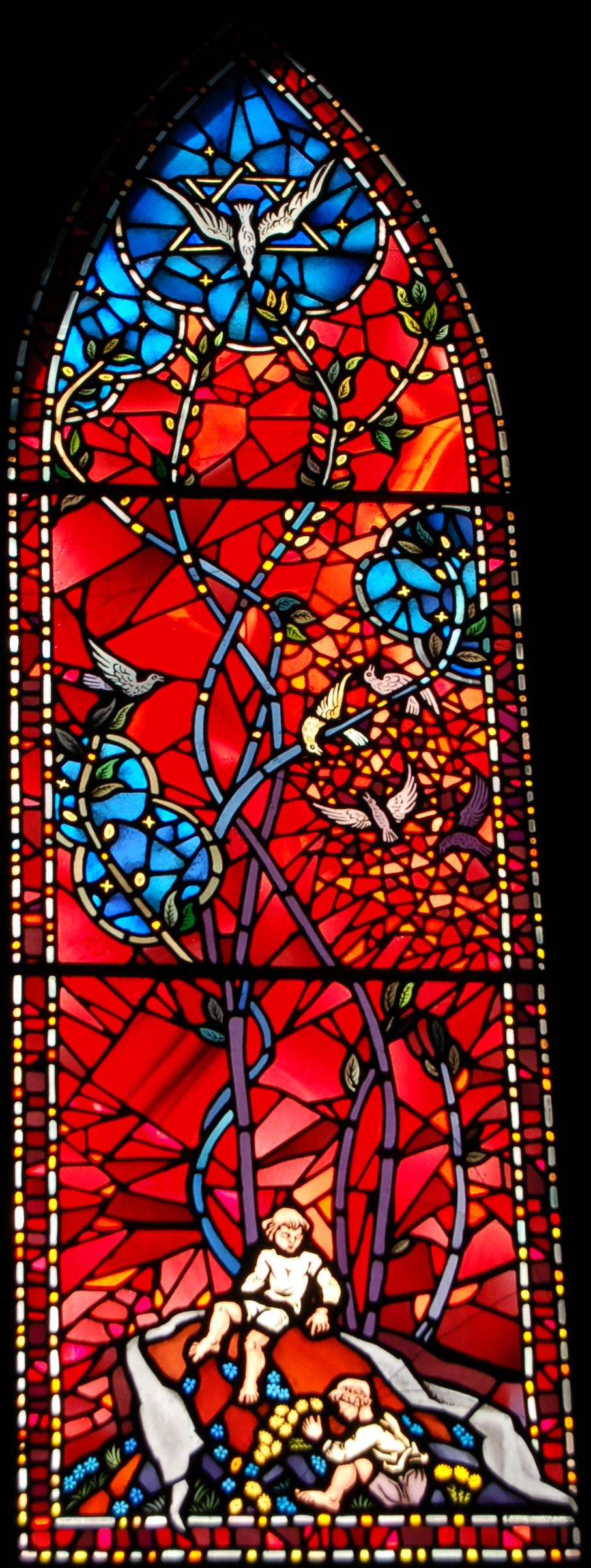
"Дерево жизни"